# Eupeodes talus
Eupeodes talus är en tvåvingeart som först beskrevs av Fluke 1933.  Eupeodes talus ingår i släktet fältblomflugor, och familjen blomflugor. Inga underarter finns listade i Catalogue of Life.